# Дитманн, Микаэла
Мария Микаэла Дитманн (швед. Maria Mikaela Dietmann; род. 2003) — шведская прыгунья в воду. Чемпионка Швеции (2020, 2021).

## Биография
Родилась 24 сентября 2003 года. С детства занималась плаванием, позднее — прыжками в воду. Выступает за клуб «Бофорс».
Весной 2020 года на чемпионате Швеции в Мальмё в паре с Матильдой Нильссон завоевала золотые медали в синхронных прыжках с вышки, опередив Хедду Нордштедт и Эмилию Нильссон Гарип. В 2021 году они повторили своё достижение, также Дитманн стала первой в прыжках с трёхметровой вышки и третьей — с метровой.
В июне 2021 года Микаэла в составе сборной Швеции приняла участие на чемпионате Европы по прыжкам в воду среди юниоров в Риеке (Хорватия). На метровом трамплине она заняла 12-е место. В синхронных прыжках с метрового трамплина (в паре с Матильдой Нильсон) замкнула шестёрку сильнейших атлеток.
В декабре 2021 года Микаэла в составе сборной Швеции приняла участие на чемпионате мира по прыжкам в воду среди юниоров в Киеве. На метровом трамплине она заняла 8-е место.

Член сборной Швеции на юниорских и взрослых соревнованиях. В настоящее время Дитманн проживает в Линчёпинге.